# قریه عمر مختار
قریه عمر مختار (به عربی: عمر المختار) یک منطقهٔ مسکونی در لیبی است که در استان جبل‌الاخضر واقع شده‌است. قریه عمر مختار ۶٬۵۲۱ نفر جمعیت دارد.